# Zárt e hang a magyar nyelvben
A zárt e hang (ë) a régi magyar nyelvben, illetve a mai nyelvjárások többségében is előforduló középső nyelvállású illabiális (ajakréses) palatális rövid magánhangzó. A köznyelvben általában e, az ún. ö-ző nyelvjárásokban (esetleg fakultatívan) ö felel meg. Nyelvjárásaink közül a magyar irodalmi nyelv alapját képező északkeleti és a mezőségi nyelvjárási régió, illetve az északi moldvai csángó nyelvjárás fonémarendszeréből hiányzik.
Az irodalmi nyelvben a nyomát őrzi az, hogy az e mind az e ~ o ~ ö (-hez ~ -hoz ~ -höz), mind az e ~ a (-be ~ -ba) váltakozásban részt vesz. (Előbbi esetben az eredeti ë, utóbbi esetben az eredeti e folytatójával van dolgunk.)
Az ë betűjel nem része a magyar ábécének, azonban A magyar helyesírás szabályai 12. kiadásának 89. szabálypontja kiejtési segédjelként engedélyezi a Kalmár György által először 1770-ben alkalmazott betűt. Az ë a magyar nyelvészeti hangjelölés bevett betűjele (U+00EB, &#235;) (régebben ė-t is használtak; U+0117, &#279;).
A beszélt nyelvben a felhasznált magánhangzók fele a és e hang, ezért a zárt ë hang változatosabbá teszi, tenné a magyar nyelvet, ám a köznyelvbe való beemelésre tett kísérletek eddig rendre elbuktak. Kodály Zoltán emlékezetes erőfeszítései sem hoztak eredményt.
A zárt ë-nek több esetben jelentésmegkülönböztető szerepe is van, illetve lenne. Míg például a „szerel” (szërël) igének az egyes szám első személyű alakja a „szërëlëm”, addig az élettárs iránt érzett szeretet a „szerelem”. Hasonlóan a "mentek" szóalaknak a mai magyar nyelvben három jelentése van: lehet a "megy" ige többes szám második személyű, jelen idejű alakja: (ti most) "mëntëk"; a "megy" ige többes szám harmadik személyű, múlt idejű alakja: (ők régebben) "mëntek"; valamint a "ment" ige egyes szám első személyű, jelen idejű alakja: (én most) "mentëk". Ezen kívül régies-archaizáló irodalmi szövegekben találkozhatunk a szóval ’mentesek’ jelentésben is: (ők) "mentek" (=mentesek valamitől). A zárt és a nyílt e-t megkülönböztető nyelvjárásokban így négy különböző alakot találunk.

## Képzése
Az ë rövid magánhangzót szűkebb ajakréssel, félig zárt állkapocs-nyitásszöggel képezzük; elöl, a kemény szájpadláson (palatális hang). Ilyenkor a nyelvhát elülső része kissé feldomborodik, pereme érinti a szájpadlást. Közben a nyelv hegye az alsó fogsor hátsó oldalához támaszkodik. A nyelvcsap pedig elzárja az orrüreghez vezető utat. Könnyebbség: Az ë-t tulajdonképpen a rövid ö hang helyén, ugyanolyan nyelvállással, de ajakkerekítés nélkül képezzük. Az angol men (férfiak) szóban ugyanezt a magánhangzót kell kiejtenünk.

## Legfontosabb Ë-s szavaink
Alábbiakban következik egy rövid válogatás a magyar nyelv legfontosabb/leggyakoribb ë-s szavaiból.

### Ë
bëcs, csëcs, csëkk, csënd-et, csëng, csëpp-ek/ëk, ëgy-et (szn, ne), -ë (kérdőszó), ëszik, fëd, fëgy-e, fël (ik), fënn-fënt, hëgy-ek, këgy-et, këll, lë, lësz, mëg (hsz, ik, ksz), mëgy, mëly-ek (mely), mënny-et, në (tiltószó), nëm (tagadószó, fn), për, përc, rënd, rëp-, szëbb-et, së, sëm, szëg-ek (fn), szëd, szëm, szër, szërv-ek (szerv), të, tësz, tëtt, vëgy-, vësz, zëng

### Ë-Ë
bëzzëg, csëpëg, fëcsëg, fëlëtt, hëgyës (eszköz, de mint táj: hëgyes), kërëszt, nëmës-ek/ëk, përsëly, pëzsëg, rëcsëg, rëndël, rëttëg, szëpëg, szërël, szërëz, vëgyës-ek/ëk

### Ë-E
ëgyen- (előtag), fëcske, gyënge, lëjjebb, mëgye, rëggel (hsz, fn), rëked, rëszket, szërkeszt, szërte (hsz, ik), szërvez (szervez)

### Ë-Ë-E
szërëncse

### Ë-X
bëtű, fëlhő, gërinc, lëndül, pëcsét, pëndül, rëndül, rëpül, sërdül, sëmmi, szëgény-ek/ëk, szëlíd-ek, szëmély, szërény-ek/ëk, szërint, zëndül

### E-Ë
csevëg, embër, engëm, eszës, gyerëk, gyermëk, helyës, helyëtt (nu), jegyës, jelën, jelës, mestër, nekëm-nekëd-nektëk, remëg, remëk-ek/ëk, tengëly, tengër, terëm (i)

### X-Ë
bélyëg, bérës, délcëg, édës, ékës, élës (kés, de mint nadrág: éles), éltës, érëz, érdëk, érdëm, érdës, érsëk, kétëly, hímës, hírës, hírhëdt-ek, hiszën, lihëg, litër, igën, ikës, ízës (lé, de mint végtag: ízes), mécsës, métër, métëly, némët, mindën, péntëk, régës-régën, rémës, részëg, szégyëll, szégyën, székëly, szélës (út, de mint szegett: széles), tégëd-et, tégëly, tizën-, vérës, zsémbës, zsindëly

### HANGUGRATÓ
Ë → Ë: epër-epret, érëm, étëk, ikër, lélëk, medër, pëcëk, retëk, selyëm, szëdër, terëm (fn), vëdër, verëm (fn) 
Ë → E: ezër-ezret, fejëdelëm, férëg, fërtelëm, fészëk, këgyelëm, kérëg, mérëg, nyerëg, rejtelëm, segëdelëm, sejtelëm, szerelëm, veszëdelëm

### A VEGYES hangrendű Ë-sek
bëtyár, dëszka, ëgyház, gërënda, gyërtya, hërnyó, hërvad, lëány, lëcsó, lëkvár, novembër, októbër, pëlënka, plëtyka, rëám, szërda, tëa, tëgnap, tëhát, ugyë

### Toldalékban
Az ë a rövid o párja a toldalékrendszerben (kavarom-keverëm, kavartok-kevertëk, kavartak-kevertek; vártok-kértëk, vártak-kértek stb.)

## Szakirodalom
Magyar dialektológia. Szerk.: Kiss Jenő. Osiris Kiadó, Budapest, 2001, 327–328.

## További tudnivalók
- Ëe-ző szótár. Alapszókincs (Kiejtés.hu)
- Helyësen. Ë-jelölő eszköz. Számítógépes szöveg-átalakító, kiejtésjelölő (MorphoLogic, 7.4.262.0 verzió, 2006, 4.7 MB)
- Mindent a zárt ë hangról (Nyest, 2014. február 20.)
- Ilyen lënne az új helyësírás (Nyest, 2014. március 4.)
- Fejes László tanulságos tévedései pontokba szedve (Kiejtés.hu, Mészáros András nyelvész cikke.)